# Дренажно-штольневая система
Дренажно-штольневая система (ДШС) — вид гидротехнических сооружений. ДШС строятся на склонах возвышенностей или гор с целью отвода грунтовых вод и предотвращения оползней. Представляют собой систему вертикальных колодцев и наклонных штолен, по которым отводится вода. Часто для защиты стен штолен в дне прокладывают специальные желоба. Сооружают ДШС из бетонных и железобетонных конструкций, металлических или бетонных тюбингов, балок, монолитного бетона, реже из бетонных труб. В XIX — начале XX века дренажные системы часто сооружались из дерева или кирпича. В современных конструкциях широко используются волокнистые, плёночные и конструкционные полимерные материалы.
Высота штольни обычно составляет 1,6-2 м, что позволяет проводить инспекцию и очистку. Вертикальные колодцы обычно снабжены лестницами (часто находящимися в потоках воды). С течением времени, по ходу эксплуатации системы зарастают карстовыми наростами, сталактитами и подземными грибами, что делает эти сооружения более похожими на природные пещеры и привлекательными для посещения их диггерами. Часто внутри ДШС обитают грызуны, летучие мыши, насекомые.
Строительством и контролем за эксплуатацией ДШС занимаются специальные службы противооползневых работ. Так например, в Киеве этим занимаются служба Специализированное управление противооползневых подземных работ (СУППР). Каждой ДШС присваивают номер, например ДШС-47 или ДШС-20бис. Некоторые системы имеют свои устоявшиеся названия, например Никольская система в Киеве. В Одессе дренажно-штольневые системы отличаются сложностью и использованием старых горных выработок.